# لاسلو ديك
لاسلو ديك (بالمجرية: Deak Laszlo)‏ هو ضابط مجري، ولد في 7 يناير 1891 في ايغر في المجر، وتوفي في 5 نوفمبر 1946 في جابالي في صربيا بسبب شنق.